# Onychoteuthis
Onychoteuthis is een geslacht van inktvissen uit de  familie van de Onychoteuthidae.

## Soorten
- Onychoteuthis aequimanus Gabb, 1868
- Onychoteuthis banksii (Leach, 1817)
- Onychoteuthis bergii Lichtenstein, 1818
- Onychoteuthis borealijaponica Okada, 1927
- Onychoteuthis compacta (Berry, 1913)
- Onychoteuthis horstkottei Bolstad, 2010
- Onychoteuthis lacrima Bolstad & Seki [in Bolstad], 2008
- Onychoteuthis meridiopacifica Rancurel & Okutani, 1990
- Onychoteuthis mollis (Appellöf, 1891)
- Onychoteuthis prolata Bolstad, Vecchione & Young [in Bolstad], 2008

### Taxon inquirendu
- Onychoteuthis dussumieri d'Orbigny, 1839
- Onychoteuthis krohnii Vérany, 1847

### Nomen dubium
- Onychoteuthis brachyptera Pfeffer, 1884
- Onychoteuthis fleuryi Lesson, 1831
- Onychoteuthis fusiformis Gabb, 1862
- Onychoteuthis leachii Férussac in Férussac & d'Orbigny, 1834
- Onychoteuthis lessonii Férussac, 1830
- Onychoteuthis lobipennis Dall, 1871
- Onychoteuthis peratoptera Férussac in Férussac & d'Orbigny, 1834
- Onychoteuthis platyptera d'Orbigny [in Férussac & d'Orbigny], 1834
- Onychoteuthis raptor Owen, 1881
- Onychoteuthis rutilus Gould, 1852

### Nomen nudum
- Onychoteuthis perlatus Risso, 1854

### Synoniemen
- Onychoteuthis amoena Moller, 1842 => Gonatus fabricii (Lichtenstein, 1818)
- Onychoteuthis armatus Quoy & Gaimard, 1832 => Abralia armata (Quoy & Gaimard, 1832) => Abralia (Abralia) armata (Quoy & Gaimard, 1832)
- Onychoteuthis brevimanus Gould, 1852 => Ommastrephes brevimanus (Gould, 1852)
- Onychoteuthis fabricii Lichtenstein, 1818 => Gonatus fabricii (Lichtenstein, 1818)
- Onychoteuthis fleuryi Reynaud, 1830 => Onychoteuthis banksii (Leach, 1817)
- Onychoteuthis hamata Risso, 1854 => Ancistroteuthis lichtensteinii (Férussac [in Férussac & d'Orbigny], 1835)
- Onychoteuthis hamatus Risso, 1854 => Ancistroteuthis lichtensteinii (Férussac [in Férussac & d'Orbigny], 1835)
- Onychoteuthis ingens E. A. Smith, 1881 => Onykia ingens (E. A. Smith, 1881)
- Onychoteuthis kamtschatica Middendorff, 1849 => Gonatus kamtschaticus (Middendorf, 1849)
- Onychoteuthis lesueurii d'Orbigny, 1835 => Onychoteuthis banksii (Leach, 1817)
- Onychoteuthis lesueurii Férussac, 1835 => Ancistrocheirus lesueurii (d'Orbigny [in Férussac & d'Orbigny], 1842)
- Onychoteuthis lichtensteinii Férussac [in Férussac & d'Orbigny], 1835 => Ancistroteuthis lichtensteinii (Férussac [in Férussac & d'Orbigny], 1835)
- Onychoteuthis longimanus Steenstrup, 1857 => Lycoteuthis lorigera (Steenstrup, 1875)
- Onychoteuthis lorigera Steenstrup, 1875 => Lycoteuthis lorigera (Steenstrup, 1875)
- Onychoteuthis molinae Lichtenstein, 1818 => Onychoteuthis banksii (Leach, 1817)
- Onychoteuthis morisii Vérany, 1839 => Abraliopsis morisii (Vérany, 1839) => Abraliopsis (Abraliopsis) morisii (Verany, 1839)